# Jeremy Collier

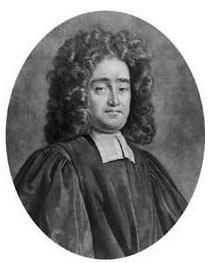
Jeremy Collier

Jeremy Collier (23 de septiembre de 1650 - 26 de abril de 1726) fue un crítico teatral, obispo y teólogo inglés. Realizó sus estudios en Cambridge. Apoyó a Jaime II y rechazó jurar lealtad a Guillermo y María después de la Revolución Gloriosa. 
En los años que siguieron a la revolución, escribió una serie de obras que cuestionaban la legitimidad de los nuevos monarcas. En 1713 fue consagrado obispo por George Hickes y dos obispos escoceses, Archibald Campbell y James Gadderar.
Dentro de la historia de la dramaturgia inglesa, Collier es conocido por sus ataques a las comedias de los años 1690 en su panfleto Short View of the Immorality and Profaneness of the English Stage (1698), que se centra especialmente en las obras de William Congreve y John Vanbrugh.
- Datos: Q1346769
- Multimedia: Jeremy Collier / Q1346769